# Enzo Calzaghe
Enzo Calzaghe (* 1. Januar 1949 in Sassari, Sardinien, Italien; † 17. September 2018) war ein britischer Boxtrainer italienischer Abstammung und der Vater des ehemaligen ungeschlagenen Supermittelgewichtlers und Hall of Famers Joe Calzaghe, der die Weltmeistertitel der Verbände WBC, WBA, IBF und WBO trug. Er war zugleich der einzige Trainer von Joe Calzaghe, dessen einziger Manager Frank Warren war.
Enzo Calzaghe trainierte auch den ehemaligen WBO-Cruisergewichts-Weltmeister Enzo Maccarinelli (ebenfalls ein britischer Boxer italienischer Herkunft) sowie den ehemaligen Weltmeister im Halbweltergewicht der WBA Gavin Rees.
Ohne Zweifel galt Enzo Calzaghe als weltweit einer der besten Trainer. Im Jahre 2007 wurde er mit drei Preisen geehrt: Die BBC zeichnete ihn mit dem BBC Sports Personality of the Year Coach Award aus und das Ring Magazine sowie die BWAA kürten ihn jeweils zum Welttrainer des Jahres.